# Philippe Du Trieu
Philippe Du Trieu, né le 15 novembre 1580 à Havré, mort le 25 août 1645 à Douai, est un logicien jésuite belge.

## Biographie
Philippe Du Trieu fit ses humanités au collège de Binche, puis il suivit les cours de philosophie à Louvain, où il prit le grade de maître ès arts, et obtint le premier rang à la promotion de 1599. Après avoir étudié la théologie catholique, il occupa la chaire de philosophie au collège du Château à la même université, pendant deux ans et quatre mois, et n'abandonna son cours que pour se faire admettre dans la Compagnie de Jésus. Il fit son entrée au noviciat de Tournai en 1603, et depuis, il enseigna successivement les humanités, la philosophie et la théologie à Douai, où il prit le bonnet de docteur en théologie. Il y a également été supérieur du Séminaire des Écossais. Il mourut d'une attaque d'apoplexie alors qu'il se préparait à éditer divers ouvrages de philosophie et de théologie. Il est surtout connu pour sa Manuductio ad logicam (1615), un cours didactique de logique destiné aux universités de Louvain et de Douai et qui a été adopté par manuel de base dans tous les collèges des Pays-Bas catholiques.

## Œuvres
- Manuductio ad logicam sive Dialecticam studiosae iuventuti ad logicam preparandae conscripta, Douai, Beller, 1614.